# Алчитепе
Алчитепе́ (тур. Alçıtepe; прежнее название — Крития греч. Κριθιά) — маленькая турецкая деревня в районе Эджеабат, провинция Чанаккале, на расстоянии около шести километров от южной оконечности полуострова Галлиполи.
Во время Галлиполийской кампании Первой мировой войны (1915 год) деревня в течение нескольких месяцев была целью неоднократных и безуспешных атак французско-британских войск (см. Первая битва за Критию, Вторая битва за Критию, Третья битва за Критию).

## Население
| 1985 | 1990 | 2000 | 2012 |
| ---- | ---- | ---- | ---- |
| 673  | ↘670 | ↘585 | ↘510 |

## Известные уроженцы и жители
- Апостол (Трифонос) (1878—1957), епископ Амасийский

1. ↑  https://web.archive.org/web/20240224154238/https://www.resmigazete.gov.tr/eskiler/2016/09/20160908-2.pdf
2. ↑  https://support.microsoft.com/tr-tr/topic/t%C3%BCrkiye-de-dst-uygulamas%C4%B1-sona-ermi%C5%9Ftir-56f14484-a323-543c-5e36-f701723f5b22